# Adelaide 36ers
Maillots
Les Adélaïde 36ers sont un club australien de basket-ball basé à Adélaïde. Il s'agit d'un des clubs les plus titrés de la National Basketball League, le plus haut niveau en Australie.

## Noms successifs
- 1982 - 1983 : Adelaide City Eagles
- Depuis 1983 : Adelaide 36ers

Logo de 1988 à 2001
Logo de 2001 à 2013

## Palmarès
- National Basketball League : 1986, 1998, 1999, 2002

## Entraîneurs successifs
- 1982-1984 :  Mike Osborne
- 1985-1986 :  Ken Cole
- 1987-1989 :  Gary Fox
- 1990-1992 :  Don Shipway
- 1993 :  Don Monson
- 1994-1996 :  Mike Dunlap
- 1997 :  Dave Claxton
- 1998-2008 :  Phil Smyth
- 2008-2010 :  Scott Ninnis
- 2010-2013 :  Marty Clarke
- 2013- :  Joey Wright

## Joueurs célèbres ou marquants
- Mark Davis
- Robert Rose